# Shizuoka shinbun

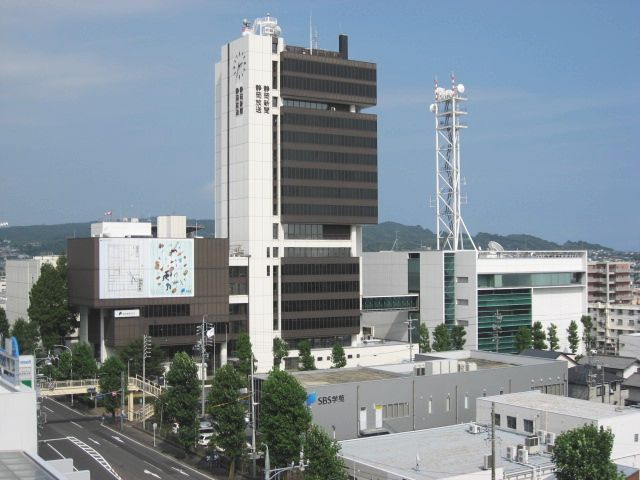
Bâtiment du Shizuoka Shimbun-SBS, le siège de Shizuoka shinbun, à Shizuoka.

Le Shizuoka shinbun ou Shizuoka shimbun (静岡新聞, litt. « Journal de la préfecture de Shizuoka ») est un journal japonais.
En 2022, il diffusait en moyenne 530 000 exemplaires par jour.